# بريكأواي جيمز
بريكأواي جيمز (بالإنجليزية: BreakAway Games)‏ هي شركة أمريكية لتطوير الألعاب، أنشأت في عام 1998، بداية من 1998 تشاركت الشركة مع العديد من شركات تطوير الألعاب في العالم مثل إلكترونيك آرتس وهاسبرو وشركة والت ديزني، وتفوقت الشركة في العديد من مجالات الألعاب وخاصه الألعاب الاستراتيجية. من أبرز ألعابها معركة أوسترليتز.

## روابط أخرى
- الموقع الرسمى للشركة